# Antonino Muccioli
Antonino Muccioli, né à Milan le 2 mars 1922, mort en 1999, est un homme politique italien.

## Biographie
Journaliste, diplômé en histoire et en philosophie, Antonino Muccioli fonde et dirige le bimensuel « I quattro canti ».
Il crée le syndicat des pêcheurs de Messine en 1945 et est secrétaire national de la Fédération des pêcheurs de 1946 à 1948.
Engagé dans les mouvements laïques catholiques, il est secrétaire syndical provincial de l'ACLI de Messine et secrétaire du syndicat régional de l'ACLI Terra. Il est également secrétaire de la Chambre du Travail de Messine en 1946.
Lorsqu'en 1948, les démocrates chrétiens décident de quitter la CGIL pour créer un mouvement syndical chrétien, Antonino Muccioli devient secrétaire régional de la CISL jusqu'en 1962, secrétaire général de la CISL de Palerme à partir de 1950 et membre de l'exécutif confédéral de la CISL.
Il est également membre de la Démocratie chrétienne dont il siège au conseil national, au comité régional et au comité provincial. Il est conseiller communal de Palerme, dont il dirige un temps la majorité municipale. A l'Assemblée régionale sicilienne, il est député entre juin 1963 et sa démission en juillet 1975, et est assesseur à l'Instruction publique dans les 26e et 27e juntes régionales menées par Mario Fasino du 29 avril 1970 au 9  août 1971.